# Давид Валдес
Давид Валдес (на испански: David Valdes) е испански мултиинструменталист, свирещ в неокласически метъл, автор на инструментални пиеси в този музикален стил.
Давид Валдес е самоук китарист, започнал да свири на китара на тринадесетгодишна възраст. Преминава самошколовка и придобива опит в духа на старата генерация дет метъл групи като Канибал Корпс, Морбайд Ейнджъл, Обайтуари и Съфоушън. По-късно се преориентира към изпълнители като Ингви Малмстийн, Пол Гилбърт, Марти Фридман или Даймбег Даръл.

## Дискография
Освен издадените албуми Давид Валдес има и няколко обучителни дивидита, ориентирани към прохождащи китаристи. Дискографията и видеографията му включват:

### Албуми
- Paradise Lost ‎(CD, албум), Heavencross Records. (2002)
- Imhotep ‎(CD, албум), Heaven Cross. (2006)
- World In Obscure ‎(CD, албум) без лейбъл (David Valdes Self-released). (2013)

### Колаборации
- Маркос де Рос, Ртсти Колей, Найк Кемпес, Роб Марчело, Масси, Паскал Алайгре, Давид Валдес, Роб Джонсън, Хес, Тери Сайрък, Франческо Ферари, Робърт Шарп (2021)

## Видеография
- Lost in the Dark Curse ‎(DVD-V, Dig) (2008)
- Ejercicios 1 ‎(DVD) (2008)
- Lost In The Dark Curse ‎(DVD, Comp) (2008)